# پوشاک سیستانی
پوشاک سیستانی لباس سنتی و محلی مردم سیستان و برگرفته از فرهنگ، جغرافیا و هزاران سال همزیستی با طبیعت در گذشته و حال است.

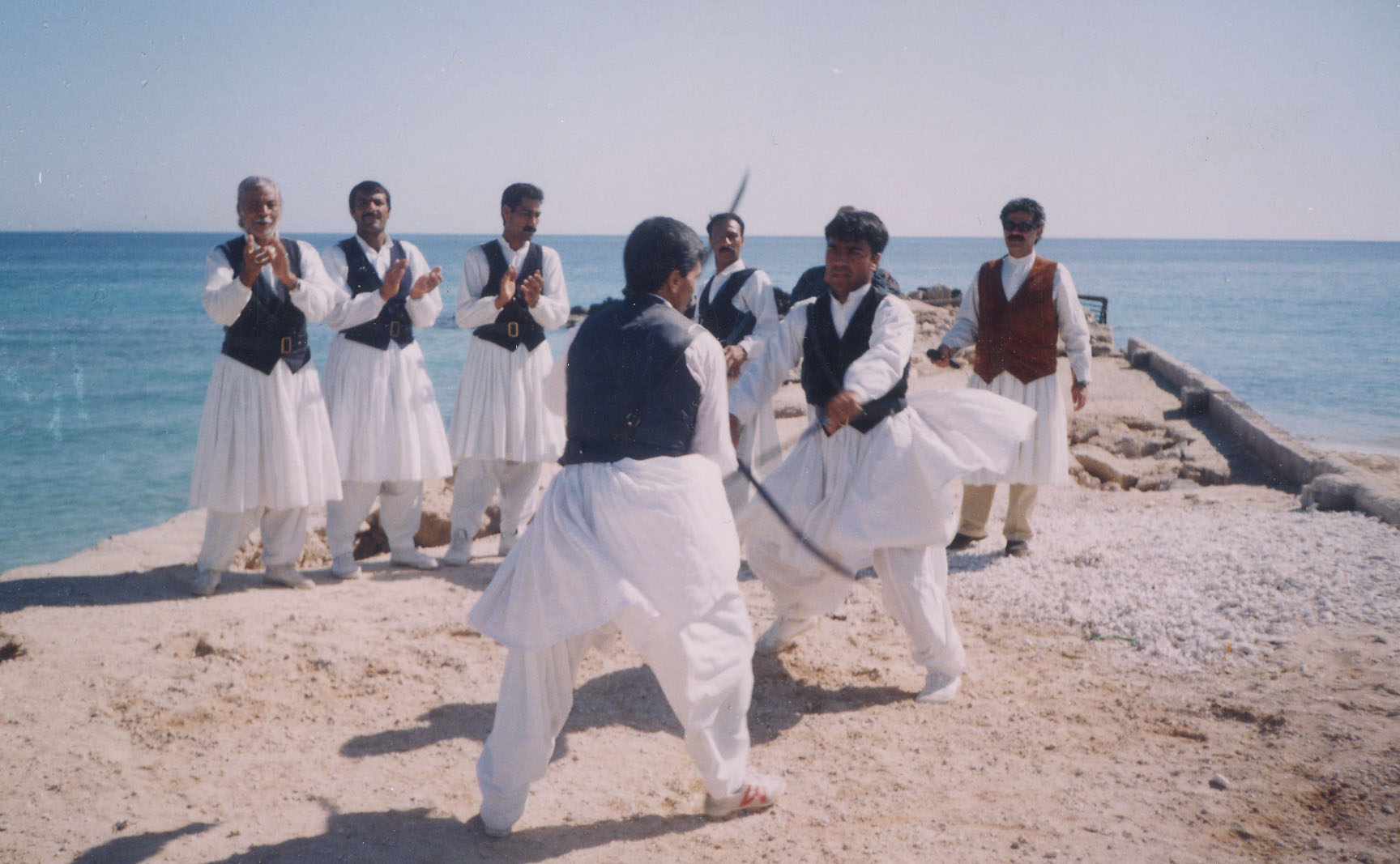
لباس مردان سیستانی هنگام رقص با شمشیر

لباس زنان سیستانی

## پوشاک مردان
پوشاک مردان سیستان عمدتاً شامل دستار، سرپوش، پیراهن و شلوار است. به دستار در گویش محلی لُنْگوته می‌گویند که بیشتر به رنگ سفید است. پیراهن مردان، بلند و تا سر زانو است. این پیراهن‌ها در ۳ مدل چین‌دار، ساره، ترک‌دار استفاده می‌شود. معمولاً پیراهن به هر صورت که باشد، شلوارش نیز به همان صورت ساده یا چین‌دار است. روی لباس مجالس افراد مرفه ابریشم‌دوزی می‌شود.
در گویش محلی سیستان به شلوار، تمو یا تومون و به پیراهن پِنَر می‌گویند و نوع ترک‌دار آن را چل تریز می‌نامند که از قسمت زیر حلقه آستین به پایین حداقل از ۳۴ ترک تشکیل شده‌است. همچنین مردان سیستانی جلیقه‌ای روی پیراهن می‌پوشند که به آن جِلِزقِه می‌گویند.

لباس سیستانی هنگام رقص، سیستان

### پیراهن چِل تریز
پیراهن گشاد و پرچینی که قد آن تا میان ساق پا می‌رسد. آستین آن از دو تکه و یک مرغک تشکیل می‌شود و مچ‌دار است و برای گشادی دامن آن از ترک‌های راسته و گود استفاده می‌کنند. برای دوخت این لباس ۸ تا ۱۰ متر پارچه نیاز است و اغلب به رنگ سفید می‌باشد. این پیراهن از ۴۰ تکه تشکیل می‌شود و دور سجاف و مچ آن را با نخ سیاه، سیاه‌دوزی می‌کنند و روی آن کمربند شانه‌کش می‌بندند.

### پیراهن برچاک
پیراهنی گشاد و بلند تا پایین زانو است که در قسمت پایین دامن گشادتر می‌شود و دارای آستین بلند ، گشاد و بدون سردست می‌باشد. در دو طرف دامنِ پیراهن، چاکی وجود دارد که به آن برچاک می‌گویند. این پیراهن دارای یقه گرد است و چاک یقه آن بر روی شانه چپ بسته می‌شود.

### شلوار
شلوار مردان سیستانی پرچین است و لیفه‌ای برگردان دارد و از دو ساق و یک میان ساق فراخ تشکیل شده‌است. شلوار به وسیله بندهایی که توسط خود مردم منطقه بافته می‌شود، محکم می‌گردد. معمولاً برای دوخت این شلوار ۶ تا ۸ متر پارچه نیاز است.

### پیراهن معمول
پیراهن معمول از گذشته تاکنون دستخوش تغییر گشته و از گشادی آن کاسته شده‌است. پیراهن مردان سیستانی در گذشته راسته و گشاد دوخته می‌شد که در جلو فاقد سجاف و از سرشانه شکافی مورب تا زیر سینه داشت و بر روی شانه بسته می‌شد و روی آن با ابریشم سفید، خامه‌دوزی می‌شد. آستین آن گشاد بوده و قد آن تا زیر زانو می‌رسید و جیب چهارگوش در پهلوها داشته‌است. اما به مرور از گشادی آستین پیراهن کاسته شده و به شکل راسته با مچ درآمد. در جلو سجاف با یقه یا بدون یقه و قد آن تا زانو در در دو طرف پهلو دارای چاک و جیب چهارگوش می‌باشد.

### جلیقه
جلیقه نیم تنه‌ای است که در اصطلاح محلی به آن باسکَت می‌گویند و پوشیدن آن مورد علاقه مردم سیستان است. در گذشته جلیقه را از نمد و یا ابریشم تهیه می‌کردند. رنگ جلیقه اغلب مشکی است.

### جوقه
نوعی کت که با دوام و هزینه بسیار بالا است. این کت امروزه مشابه ژاکت‌هایی است، که مورد استفاده قرار می‌دهند و از پشم رنگ خورده بافته می‌شد.

### ستوه
کتی با رنگ کرم شتری و پشمی بوده که یقه انگلیسی داشت و افراد مرفه بر روی این کت کمربندی از تار طلا می‌بستند که به کمر تار طلا شهرت داشت و از کمر آن خنجری آویزان می‌کردند. در هنگام سرما از ستوه پشمی که از پشم شتر بافته می‌شود استفاده می‌شود.

### قبا
تن‌پوش بلندی که در زمستان می‌پوشیدند. جلو سینه و سرآستین آن را برای زیبایی بیشتر یراق‌دوزی می‌کردند.  رنگ قبا معمولاً بور و سیاه بود و قد آن تا زانو می‌رسید. این لباس در گذشته‌ها، مخصوص افراد بسیار مرفه سیستان بود.

### کلاه
در منطقه سیستان از همان دوران کودکی کلاه بر سر می‌گذاشتند و آن را در زمستان و تابستان مورد استفاده قرار می‌دادند . کلاهی که مردان در خانه می‌پوشیدند عرقچین نام دارد که از جنس پارچه نخی است و کناره‌های آن با نخ ابریشمی دست‌دوزی می‌شود. مردان سیستان از چند نوع کلاه استفاده می‌کردند:
1. کلاه پشمی: این کلاه را در صحرا بر سر می‌کنند و جنس آن از پشم گوسفند است.
2. کلاه قوس: این کلاه را مردان مسن در جشن‌ها و مراسم در زیر لنگ بر سر می‌کردند.
3. کلاه پوستی: همان‌طور که از اسم آن پیداست، پوستی بوده که افراد مرفه مخصوصاً دامادها آن را بر سر می‌گذارند.
4. کلاه نمدی: این کلاه میان چوپانان متداول است و جنس آن از نمد و مخصوص مناطق سردسیر است.
5. لَنگُتِه: برای پوشش سر از سربندی به نام لنگته استفاده می‌کنند. این سربند مشابه عمامه است. برایپ چیدن به دور سر، یک سر آن را لای سربند و سر دیگر آن را رها می‌کنند. طول آن از ۱۰ تا ۱۱/۵ متر می‌رسد و عرض آن ۱/۵ متر است. جنس آن از ململ یا پارچه‌های نازک خارجی است. سربند آن‌ها بیشتر سفید یا خاکستری است.
6. عرق چین: کلاه دستبافی، که معمولاً سفید بوده و آن را زیر لنگته بر سر می‌کنند.

### لنگ
پارچه‌ای است به طول ۳ متر و عرض حدود ۱/۵ متر که دور گردن و شانه آویخته می‌شود.

### پتو
پارچه‌ای است پشمی که حدود ۱/۵ متر پهنا و ۲ متر طول دارد. آن را به دور کمر و گردن و شانه می‌اندازند و در حقیقت وسیله‌ای است گرم‌کننده که در زمستان جای لنگ را می‌گیرد. این شال را در رنگ‌های مختلف تهیه می‌کنند و به این شال در منطقه سیستان، پتو اطلاق می‌شود. این شال را از جنس نمد درست می‌کنند و علاوه بر به دوش انداختن مانند لنگ هم از آن استفاده می‌کنند.

### پالتوی نمدی
دامداران و کشاورزان از بالاپوش نمدی استفاده می‌کردند که یقه آن مثلثی شکل و آستین آن بلند و قد آن تا زیر زانو یا بالای زانو می‌رسید.

### کفش
کفش‌های متعددی در سیستان وجود دارد و معمولاً از کفش‌های زیر استفاده می‌شود:
کتوک: نوعی کفش که در گذشته، تهیدستان آن را به پا می‌کردند. تخت آن از چوب و دارای دو حفره بود که بند از آن عبور می‌کرد و در پشت پا بسته می‌شد.
نیم بوت: کفشی است که ساق پا را می‌پوشاند و در گذشته مردم غنی و ثروتمند از آن استفاده می‌کردند.
کفش چرمی: کفشی است که چرم آن از قائنات می‌آمد و در گذشته مخصوص خان‌ها این مناطق بود.

### پاپیچ
نوعی نوار پهن که طول آن ۱ متر و عرض آن ۱۵ تا ۲۵ سانتی‌متر می‌باشد. دامداران و روستاییان آن را در زمستان به دور پای خود می‌پیچند و جنس آن از پشم گوسفند است و در بعضی نقاط به آن بند می‌گویند.

### جوراب
پاپوشی است که در فصل زمستان از آن استفاده می‌کنند و دو نوع است. جوراب پشمی که از پشم گوسفند به صورت ساده یا رنگی می‌بافند. معمولاً از رنگ‌های قرمز، سیاه و سفید استفاده می‌کنند و جوراب نمدی که از نمد بافته می‌شود.

### جوتی
کفش ضخیم از جنس چرم که به وسیله رشته‌های چرم یا نخ تهیه میشود.

### پوتین
کفش بزمی و رزمی مردان سیستان بود که به هنگام سفر به پا می کردند و این کفش مخصوص افراد مرفه جامعه بود.

### دستکش
چوپانان دستکش پشمی و ثروتمندان دستکش چرمی به دست میکردند که در مقابل سرما مقاومت داشت و در ظرافت و زیبایی بی همتا بود. دستکش دیگری هم در این منطقه رواج داشت که در دروی گندم به دست میکردند و از پوست گوسفند تهیه میشد و کف دست را می پوشاند.

## پوشاک زنان
پوشاک زنان سیستانی نیز ساده و با طرح‌هایی است. لباس زنان همچون مردان بلند و گشاد است. زنان سیستانی علاوه بر لباس سنتی و روزانه خود، نوعی لباس نیز جهت اعیاد و جشن‌ها تدارک می‌بینند. از مشخصات لباس روزمره زنان سیستانی، نوعی سوزن‌دوزی است که در حاشیه یقه و سرآستین لباس به کار می‌رود که در گویش محلی به آن سیاه دوزی  گویند. این لباس از پیراهن و شلوار گشاد تشکیل می‌شود. بلندی پیراهن تا پایین زانو و دور کمر آن چین‌دار است. همچنین دستاری مستطیل شکل بر سر می‌بندند. پوشاک جشن‌ها و مراسم شاد که متشکل از شلواری پرچین، پیراهنی تا بالای زانو با دو چاک از دو طرف است. همچنین دامنی پرچین می‌پوشند که به آن تمو می‌گویند و تا سر زانو است. گشادی دور دامن به ۹ متر می‌رسد. دستاری که در این لباس مورد استفاده قرار می‌گیرد، سه گوش است. نمونه این لباس در پوشاک سنتی زنان خراسان نیز دیده شده‌است. همچنین پیراهن دو گریبانه، پیراهن تاجیک، لچک و چادر، بخشی از پوشاک محلی زنان سیستانی است.

### پیراهن تاجیک
قد این پیراهن یک وجب بالای زانو است و دارای یک برش راسته است که در دو طرف پهلوها چاکی تا بالای ران دارد که علت این چاک بلند به خاطر پوشیدن یک دامن پرچین در زیر پیراهن است. جلوی این لباس تا زیر سینه باز است و سجافی مزین به گلدوزی با نخ سیاه دارد که در اصطلاح به این تزئینات سیاه‌دوزی می‌گویند. آستین پیراهن می‌تواند از سه نوع برش تشکیل شود.

### تنبان
زنان سیستانی به جای شلوار در زیر پیراهن تاجیک دامن پرچینی می‌پوشند و عرض آن به ۱۰ متر می‌رسد. کمر دامن لیفه‌ای بوده و به وسیله بندهایی که توسط خود بانوان بافته می‌شود، محکم می‌شود. بعضی از بانوان تا سه عدد دامن پرچین روی هم می‌پوشیدند که لبه دامن‌ها به وسیله نخ، سیاه‌دوزی می‌شد.

### پیراهن پاچین
بانوان سیستانی از پیراهنی استفاده می‌کنند که دارای بالاتنه کوتاه و دامنی با چین‌های ریز است. این پیراهن یقه گرد، از جلو تا ناحیه اتصال دامن باز است و آستین آن ساده و شمشیری و مچ‌دار است. قد دامن چین‌دار این لباس تا زانو می‌باشد.

### شلوار
پیراهن پاچین زنان سیستانی با شلواری که در منطقه کوتَنَنه نام دارد، پوشیده می‌شد. این شلوار از دو ساق مخروطی و میان ساق کم‌چین تشکیل شده و کمر لیفه‌ای آن در لبه شلوار سجاف می‌خورد و روی آن با دست یا چرخ، تزئین می‌شود.

### پیراهن دو گریبانه
قد این پیراهن تا زیر زانو است و در یقه پشت و جلوی آن چاک دارد و به همین علت به آن دو گریبانه می‌گویند. مدل این پیراهن شبیه پیراهن تاجیک می‌باشد با این تفاوت که قد آن بلندتر و بدون چاک و برش زیر آستین چین می‌خورد. این پیراهن با شلوار پوشیده می‌شود.

### جلیقه
این پوشش از پارچه ساده و تیره رنگ دوخته می‌شود. یقه آن هفت است و تا کمرگاه می‌رسد و روی آن با نوار قیطان، نقش‌بندی می‌شود.

### کت
این تن‌پوش دارای آستین‌های بلند و راسته و یقه گرد است و از رنگ‌های شاد برای این پوشش استفاده می‌شود. روی آن تن‌پوش با نوار تزئین می‌شود و در هنگام سرما از کت‌های چرمه‌دار و قزن لاله‌دار استفاده می‌شود.

### لچک یا دستمال سر
سرپوشی که به عنوان لچک استفاده می‌شود پارچه‌ای است که آن را تا زده و جلوی سر، گره می‌زنند و دو طرف دسته آن را داخل دستمال سر فرو می‌برند و موها به شکل چتر از زیر دستمال نمایان می‌شود.

### سرپوش یا چارقد
چارقد پارچه چهار گوش رنگی یا سفید است که آن را بر روی لچک می‌اندازند.

### روبند
برخی از بانوان از روبند استفاده می‌کنند. این روبند از پارچه‌های کتانی سفید تهیه می‌شود و در محل چشم‌ها به‌طور سنتی، توردوزی می‌شود و به وسیله بند به پشت سر بسته می‌شود و قد آن تا زیر سینه می‌رسد.

### کلاه
برخی از بانوان سیستانی از کلاهکی به شکل عرق‌چین استفاده می‌کنند که روی آن نقش‌بندی شده‌است.

### چادر
طرح این پوشش به صورت چهارگوش و جنس آن از پنبه است و توسط خود اهالی منطقه بافته می‌شود. این پارچه چهارخانه مستطیل شکل را از وسط بر روی سر می‌اندازند و قد آن تا کناره‌های زانو و پایین‌تر می‌رسد. نوع نامرغوب این پوشش جاوند نامیده می‌شود و نوع دیگر آن که مختص اعیان و اشراف بوده‌است از چهارخانه‌های ریز با نخ ابریشم بافته می‌شود.

### کفش
کفش بانوان سیستانی تخته‌ای چوبی است که رویه آن چرمی است و افراد معمولی از آن استفاده می‌کنند.
اُرسی‌های سرکج یا نوک برگشته مخصوص افراد متمول است.

## ثبت ملی
پوشاک محلی سیستانی در فهرست آثار معنوی قرار گرفته و به ثبت رسیده و همچنین مهارت دوخت پوشاک سیستانی با شمارهٔ ۱۲۶۸ در فهرست آثار ملی کشور به ثبت رسیده‌است.

## نگارخانه

لباس زنان سیستانی